# Joachim Standfest
Joachim Standfest (Leoben, 30 mei 1980) is een Oostenrijks voetballer (verdediger) die voor Sturm Graz uitkomt. Hij werd eenmaal landskampioen met Grazer AK (2004) en won vier keer de Oostenrijkse beker (2000, 2002, 2004, 2007).
Standfest speelde sinds 2003 in totaal 34 interlands voor de Oostenrijkse nationale ploeg, waarin hij twee keer scoorde.

## Erelijst
Grazer AK
- Bundesliga

2004